# Euclidia conspicua
Euclidia conspicua là một loài bướm đêm trong họ Erebidae.